# Partit de la Llibertat de Beth-Nahrain
El Partit de la Llibertat de Beth-Nahrain (Assíria, literalment "de la Terra dels Dos Rius") en arameu Gabo d'Hirutho d'Beth-Nahrain, anagrama GBH, fou una organització política assíria que reclamava un estat autònom pels assiris a l'Iraq.
Vers 1995 un sector de l'Organització Democràtica Assíria (de Síria) partidària de l'aliança amb el Partit dels Treballadors del Kurdistan (PKK de Turquia) se'n va separar i va formar el Partit de la Llibertat de Beth-Nahrain. i la seva ala militar l'Organització de la Revolució Patriòtica de Beth-Nahrain (també coneguda com a Organització Patriòtica Revolucionaria de Beth-Nahrin (Gudo d'Nuhomo - Dawronoye d'Bethnahrin, PROB). Uns 200 assiris es van incorporar a les guerrilles del PKK i estaven operatius vers 1997. El 1998 i 1999 estaven enfrontats al Partit Democràtic del Kurdistan al que acusaven de cooperar amb Turquia. El segrest del cap del PKK Ocalan per les autoritats turques (1999) va portar al partit a una línia més moderada. No obstant les dues organitzacions foren declarades terroristes pel govern turc el 2001. Es creu que el PKK va assassinar alguns membres del grup que volien trencar l'aliança. Després de la invasió americana de l'Iraq el 2003, el partit va fer moviments; el 2004 la PROB va esdevenir la Unió Patriòtica de Bethnarin i es va formar la Unió Siríaca Europea amb organitzacions a diversos països d'Europa; el partit dividit en dues faccions va buscar la seva re-unificació i va preparar un congrés on es decidira la nova línia, el qual que es va celebrar el 28 i 29 de desembre de 2005 a Södertälje (Suècia). i en aquest va esdevenir el Consell Nacional de Beth-Nahrin (Mautbo Omthonoyo D'Betnahrin).

## Nota
1. ↑  Noticia del Congrés del GHB de 2005